# Val-de-Lambronne
Val-de-Lambronne es una comuna nueva francesa situada en el departamento de Aude, de la región de Occitania.

## Historia
Fue creada el 1 de enero de 2016, en aplicación de una resolución del prefecto de Aude de 12 de noviembre de 2015 con la unión de las comunas de Caudeval y Gueytes-et-Labastide, pasando a estar el ayuntamiento en la antigua comuna de Caudeval.

## Demografía
| Gráfica de evolución demográfica de Val-de-Lambronne entre 1800 y 2013 |
|                                                                        |

Los datos entre 1800 y 2013 son el resultado de sumar los parciales de las dos comunas que forman la nueva comuna de Val-de-Lambronne, cuyos datos se han cogido de 1800 a 1999, para las comunas de Caudeval y Gueytes-et-Labastide de la página francesa EHESS/Cassini. Los demás datos se han cogido de la página del INSEE.

## Composición
| Comuna delegada      | Código INSEE | Población (2013) | Superficie (km²) | Densidad (hab./km²) |
| -------------------- | ------------ | ---------------- | ---------------- | ------------------- |
| Caudeval             | 11080        | 163              | 7.19             | 23                  |
| Gueytes-et-Labastide | 11171        | 44               | 4.81             | 9                   |